# Altella aussereri
Altella aussereri là một loài nhện trong họ Dictynidae.
Loài này thuộc chi Altella. Altella aussereri được Konrad Thaler miêu tả năm 1990.